# Đua xe hơi

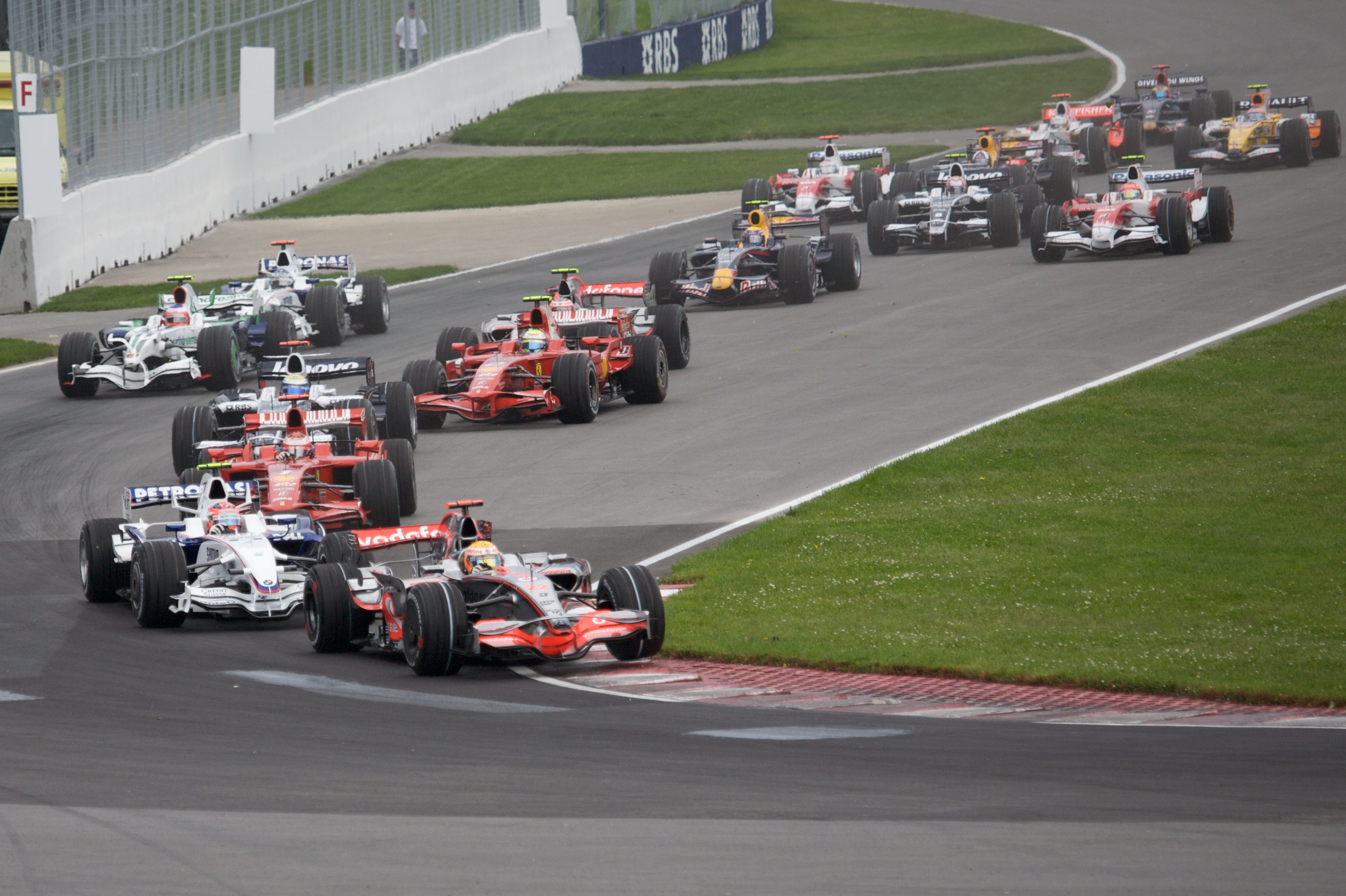
Đua Công thức 1 năm 2008 tại Canada

Đua xe hơi hay Đua ô tô là môn đua xe thi đấu bằng kỹ thuật điều khiển ô tô trên đường đua. Đường đua ô tô có thể là đường giao thông bình thường, đường chuyên dùng trong các trường đua hoặc những đường địa hình. Thành tích đua ô tô thường được tính bằng thời gian.
Trên thế giới ngày nay có rất nhiều kiểu đua ô tô. Một trong những kiểu nổi tiếng nhất là Công thức 1, tập trung các công nghệ và tay đua hàng đầu. Đua ô tô ngày nay là một trong những chương trình thể thao trên truyền hình thu hút nhiều người xem nhất. Đua ô tô cũng được những nhà sản xuất game đưa vào các trò chơi điện tử.

## Lịch sử
Cuộc đua xe hơi tự phát đầu tiên được ghi nhận diễn ra vào ngày 30 tháng 8 năm 1867. Cuộc đua có cự ly 8 dặm giữa Ashton-under-Lyne và Old Trafford, chỉ có 2 người tham gia bằng chiếc xe do họ tự chế tạo và người chiến thắng là Isaac Watt Boulton.
Ngày 28 tháng 4 năm 1987, Monsier Fossier, biên tập viên của tạp chí Le Vélocipède ở Paris đã đứng ra tổ chức một cuộc đua dài 2 kilomet từ Neuilly Bridge đến Bois de Boulogne. Đây được coi là cuộc đua xe hơi đầu tiên được tổ chức một cách quy củ.
Ngày 22 tháng 7 năm 1894, tạp chí Le Petit Journal ở Paris đã tổ chức một giải đua xe đầu tiên ở cấp độ thế giới từ Paris đến Rouen. Có tổng cộng 102 tay đua từ khắp nơi trên thế giới đến tham gia và mỗi người phải đóng phí tham gia là 10 franc Pháp.
Cuộc đua xe hơi đầu tiên được tổ chức ở Mỹ do báo Chicago Times-Herald tổ chức đúng dịp lễ Tạ ơn vào ngày 28 tháng 11 năm 1985.

## Các thể loại đua xe hơi
- Đua xe bánh hở: Công thức 1
- Đua xe thể loại touring
- Đua xe thể loại sport: Đua xe thể thao
- Đua xe rally
- Đua xe kart

## Các loại cờ hiệu thường dùng
Ở nhiều thể loại đua xe hơi, đặc biệt là các thể loại được tổ chức ở trường đua chuyên dụng, các trọng tài thường dùng cờ hiệu để thông báo tình hình cho các tay đua biết. Dưới đây là các loại cờ hiệu thường được sử dụng.
| Loại cờ                      | Khi được vẫy ở đài xuất phát | Khi được vẫy ở trạm quan sát |
| ---------------------------- | --- | --- |
| Green flag                   | Phiên chạy được phép bắt đầu (xuất phát) hoặc bắt đầu trở lại (sau khi phải tạm hoãn)                                                                   | Kết thúc đoạn đường có nguy hiểm, có thể chạy bình thường ở đoạn đường kế tiếp.                                                                  |
| Yellow flag                  | Yêu cầu phải chạy cẩn thận ở đoạn đường tiếp theo. Đối với đường đua hình oval thì cần phải chạy cẩn thận trên toàn bộ đường đua.                       | Yêu cầu phải chạy cẩn thận ở đoạn đường tiếp theo.                                                                                               |
| Yellow flag with red stripes | Có chướng ngại vật nguy hiểm trên đường đua | Có chướng ngại vật nguy hiểm trên đường đua |
| Black flag                   | Yêu cầu một chiếc xe nào đó phải vào pit để tham vấn | Phiên chạy tạm dừng, tất cả các xe phải trở về pitlane. Nếu được vẫy cùng với cờ xanh lá cây thì có ý nghĩa là đang có dầu dò rỉ trên đường đua. |
| Meatball flag                | Yêu cầu một chiếc xe đang bị hỏng phải vào pit sửa chữa                                                                                                 | |
| Black and white flag         | Nhắc nhở cho tay đua biết anh ta có thể sẽ bị phạt | |
| White cross flag             | Thông báo cho tay đua biết anh ta sẽ bị hủy kết quả và không được tính điểm                                                                             | |
| Blue flag with yellow stripe | Yêu cầu tay đua nhường đường cho chiếc xe chạy nhanh hơn. Tùy theo từng thể loại, đây có thể là một lời nhắc nhở hoặc là một mệnh lệnh.                 | Tay đua được nhắc nhở hoặc được lệnh nhường đường cho chiếc xe chạy nhanh hơn                                                                    |
| Red flag                     | Phiên chạy tạm dừng. Tất cả xe phải trở về khu vực pitlane.                                                                                             | |
| White flag                   | Tùy thuộc vào quy định của mỗi thể loại, có thể mang ý nghĩa thông báo cuộc đua chỉ còn 1 vòng, hoặc mang ý nghĩa báo hiệu có 1 chiếc xe đang chạy chậm | Có một chiếc xe đang chạy chậm |
| Chequered flag               | Phiên chạy kết thúc | |

## Tai nạn ở các cuộc đua xe hơi
Tai nạn thảm khốc nhất trong lịch sử đua xe là ở giải đua Le Mans 24h năm 1955 đã cướp đi mạng sống của tay đua người Pháp Pierre Levegh và 83 khán giả.